# Püttlach (Fluss)
Die Püttlach ist ein etwa 28 km langer, linker Nebenfluss der Wiesent in der Fränkischen Schweiz, der im bayerischen Oberfranken verläuft.

## Name
Der gleichnamige Ort Püttlach wurde 1184 als „Buotelahe“ erstmals schriftlich erwähnt. Der Name setzt sich zusammen aus dem althochdeutschen Personennamen *Butilo und der Endung -aha für 'Fließgewässer'.

## Geografie

### Verlauf

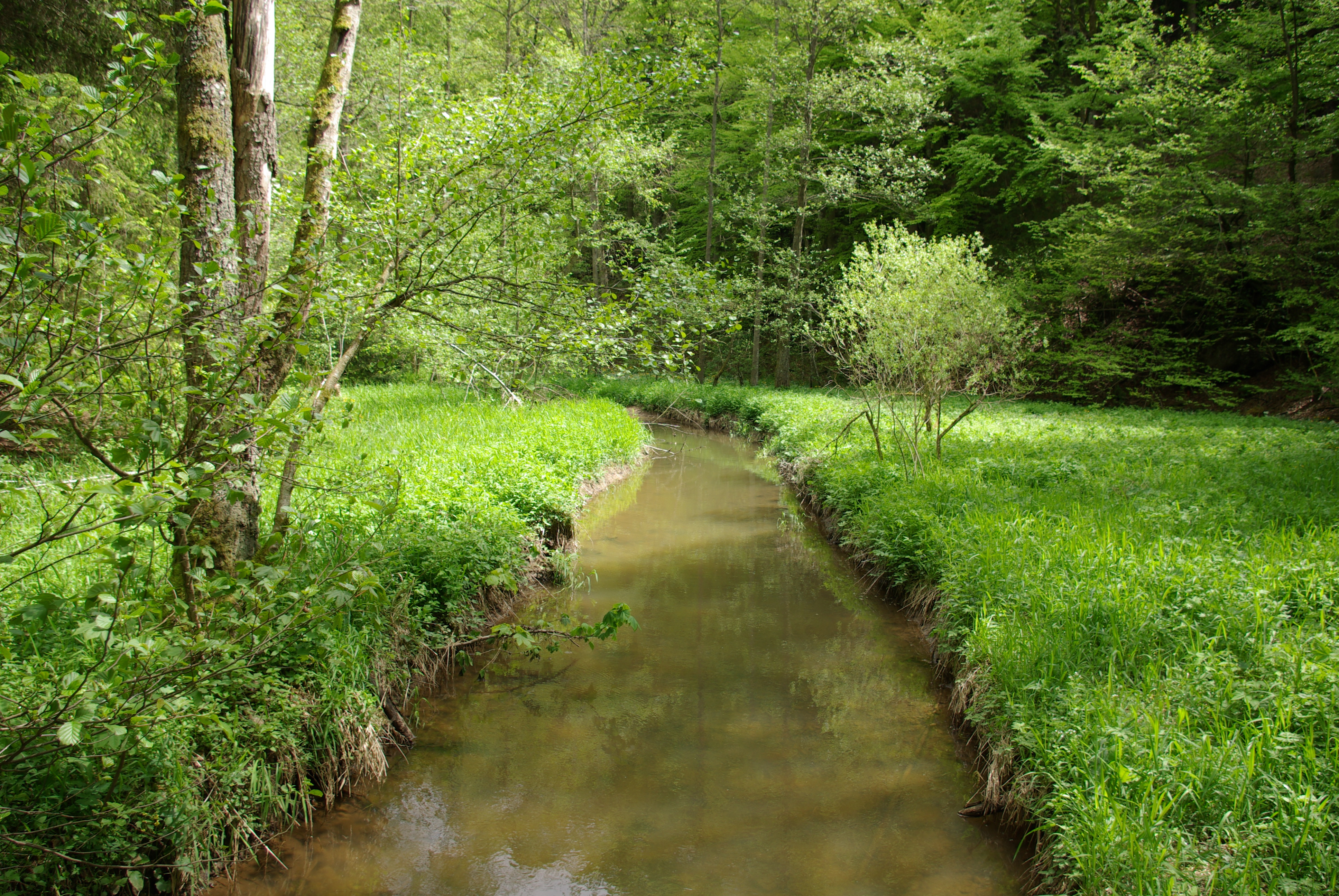
Die Püttlach im Oberen Püttlachtal bei Pottenstein

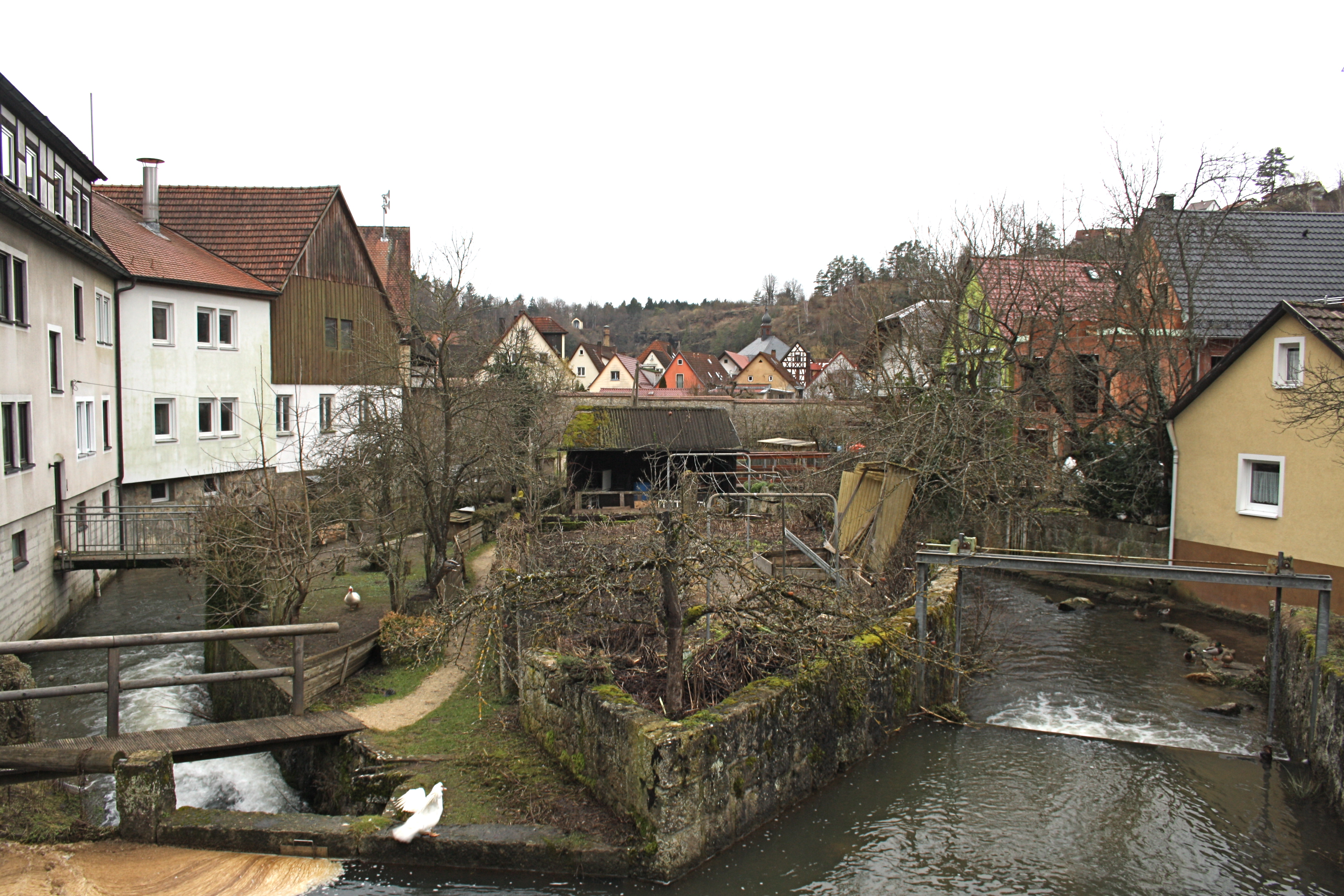
Wehr an der Püttlach in Pottenstein

Die Püttlach entspringt in der Fränkischen Schweiz, südlich von Bärnreuth auf einer Höhe von etwa 545 m ü. NN, in der Nähe der Rotmainquelle und des Ursprungs der Fichtenohe, eines Quellbachs der Pegnitz innerhalb der Gemarkung Lindenhardter Forst-Nordwest. Sie fließt zunächst nordwestlich bis zum Püttlachweiher.
Dort biegt sie scharf nach Süden um und durchfließt einen bewaldeten Abschnitt. Bei Muthmannsreuth wird sie von links vom Heringsbach gespeist und bei Heringslohe fließt ihr von rechts der Heroldsgraben zu. Westlich von Trockau befindet sich die Herrenmühle und in der Nähe eine Kläranlage. Etwas südlich von der Hedelmühle fließt ihr von rechts der Kohlbrunnbach zu. In der Nähe des Hasenlochs wird sie von rechts durch das Pullendorfer Bächlein gespeist. Sie durchfließt den gleichnamigen Gemeindeteil Püttlach der Stadt Pottenstein. Südlich führt ihr Weg durch Felder und Wiesen bis zu einem Gebiet mit vielen kleinen Teichen. Dort wird sie von links durch den Grießbach verstärkt. Sie fließt weiterhin südlich in einem tiefen Tal bis zum Hollenberger Wald. Durch einen Bergzug versperrt, wendet sie sich um 90 Grad nach Westen. Sie durchbricht den Höhenzug und fließt durch das obere Püttlachtal, an der Adamsfelshöhle vorbei, bis nach Pottenstein. Im Ort mündet links der Weihersbach in die Püttlach. In der Nähe steht eine weitere Mühle und am westlichen Ortsrand die Hammermühle. Die Püttlach fließt westlich durch eine enge Schlucht und mündet bei Behringersmühle, wo der Ailsbach (Aßbach) von der rechten Seite zufließt, in die Wiesent (Mündungshöhe zirka 324 m ü. NN).

### Zuflüsse
Direkte und indirekte Zuflüsse
Nur direkte Zuflüsse:
(Von der Quelle zur Mündung)
- Heringsbach (links)
- Heroldsgraben (rechts)
- Kohlbrunnbach (rechts)
- Pullendorfer Bächlein (rechts)
- Bodendorfer Bach (links)
- Grießbach (links)
- Haselbrunnbach (rechts)
- Weihersbach (links)
- Ailsbach (rechts)

### Püttlachtal
Das Püttlachtal ist tief in die Juralandschaft eingeschnitten und besitzt viele markante Felsformationen. Im Püttlachtal liegen die Orte Pottenstein und Tüchersfeld; in beiden Orten sind die Häuser teilweise direkt an die Felsen gebaut.

### Flusssystem Wiesent
- Fließgewässer im Flusssystem Wiesent

## Lebewesen

### Fauna
Fische

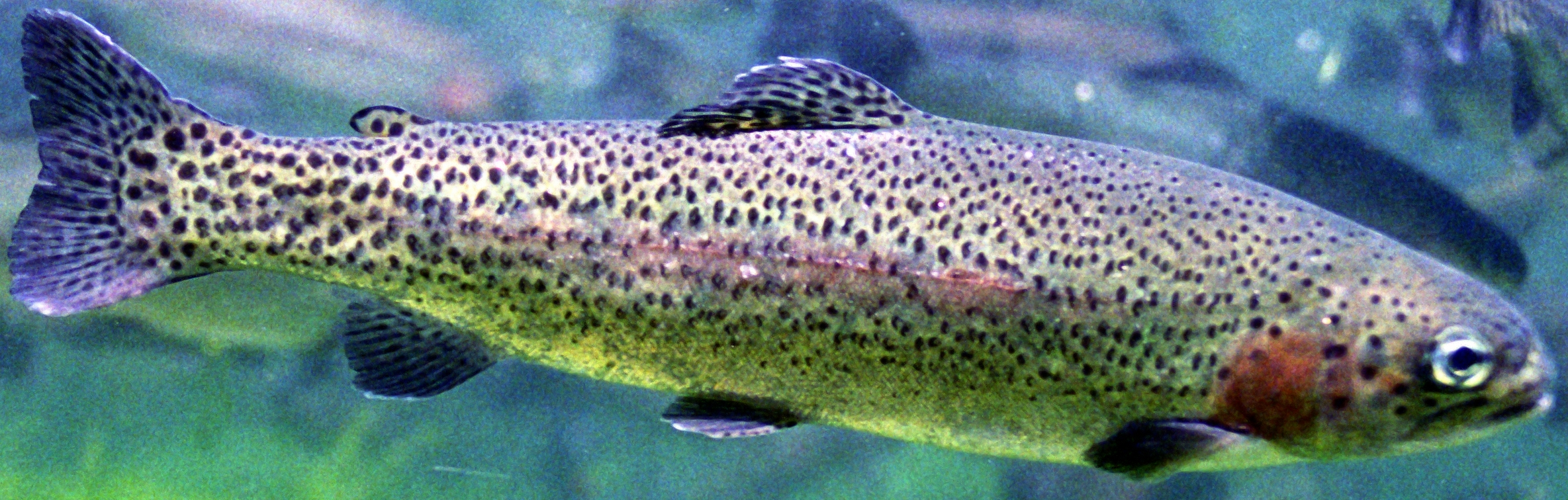
Regenbogenforelle

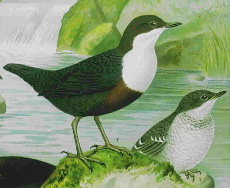
Wasseramsel

Die Püttlach gehört zusammen mit der Wiesent zu den fischreichen Fließgewässern, u. a. kommen vor:
- Forellen[6] (Regenbogenforelle, Bachforelle), Karpfen, Schleien, Döbel, Barsche, Aale und verschiedene Weißfischarten[7]

Krebse
- Signalkrebs, Kamberkrebs[8]

Vögel
- Im Püttlachtal kommt u. a. die Wasseramsel[9] vor.

### Flora
- Im Püttlachtal wachsen Orchideen[9], Sumpfdotterblumen, Berganemonen, Schlüsselblumen und Küchenschellen.[10]